# Classe Monarch
La classe Monarch fu una categoria composta da tre navi da battaglia tipo pre-dreadnought in servizio con la k.u.k. Kriegsmarine, la marina militare dell'Impero Austroungarico. Costruita nei cantieri dello Stabilimento Tecnico Triestino, classificata come "nave da battaglia da difesa costiera".
Le unità della classe parteciparono alla prima guerra mondiale dai porti dell'Adriatico. Alla fine del mese di agosto 1915 appoggiò gli sbarchi austriaci a Porto Traste , una baia di Cattaro. Nell'agosto 1917 la SMS Budapest insieme alla genella SMS Wien fu assegnata a Trieste ed il 6 novembre successivo attaccò la batteria costiera di Cortellazzo.
Il 9 dicembre 1917 la Budapest fu attaccata con la sua gemella Wien nel porto di Trieste da MAS italiani; il MAS 9 al comando di Luigi Rizzo affondò la Wien, mentre i siluri del MAS 13 di Ferrarini mancarono la Budapest centrando la banchina.
Due navi sopravvissero al conflitto: la Monarch e la Budapest vennero destinate alla Royal Navy, che le rifiutò e quindi furono demolite in Italia tra il 1920 e il 1921. Una sezione poppiera della Wien, salvata dalla demolizione subacquea del relitto per la bonifica del fondale portuale triestino, è conservata presso il Museo storico navale di Venezia.